# Sellent
|  | Aquest article tracta sobre el municipi de la Ribera Alta. Vegeu-ne altres significats a «Sellent (desambiguació)». |

Sellent, o Sallent de Xàtiva, és un municipi del País Valencià a la comarca de la Ribera Alta.

## Geografia

### Situació
Sellent és un municipi del valencià situat a la comarca de la Ribera Alta. Antigament es deia Sallent de Xàtiva, tot i que formava part del seu Terme Particular i després pertanyia a l'anomenada Governació de Xàtiva.
Està situat a 10 quilòmetres de Xàtiva i a 55 quilòmetres de València Ciutat, a l'extrem Sud de la comarca de la Ribera Alta i enclavat entre muntanyes, excepte a la seua part nord-oest per on s'eixampla la vall del riu Sellent que ha donat nom al poble, i que ha format amb els seus arrossegaments una conca sedimentària relativament plana.
El barranc de l'Horteta separa el nucli antic del nou. El primer ocupa un monticle a uns 80 metres sobre el nivell del mar. Des de la ciutat de València s'arriba a Sellent a través de la A-7 per a enllaçar amb la CV-564 i després amb la CV-555.

### Localitats limítrofes
El terme municipal de Sellent limita amb les localitats següents: Càrcer i Cotes al Nord; Llanera de Ranes i Rotglà i Corberà al Sud; Xàtiva i la Llosa de Ranes a l'Est; Anna, Chella i Estubeny a l'Oest; totes elles de la província de València.
El clima és típicament mediterrani.

### Terme Municipal
L'extensió del terme municipal és de 13,91 km², equivalents a 1.391 hectàrees. La superfície cultivada representa el 52%, (35% regadiu i 17% secà), mentre que la restant correspon a muntanyes (41%) i a improductiva (7% camins, carreteres, barrancs, riu...)
Està dividit en Partides, de les que destaquem: el Pla, la Serretella, les Hortes, i la Foia. Igualment disposa d'una extensa xarxa de camins rurals.

### Hidrografia
El riu Sellent, afluent del Xúquer pel seu marge dret, té un recorregut de 14 quilòmetres. Naix en la part sud de la comarca de la Canal de Navarrés.
Al llarg de la seua conca de 274 km², li afluïxen una sèrie de barrancs, rambles, fonts, gorgs i les aigües del llac o albufera d'Anna, així com la rambla d'Enguera, entre altres aportacions.
Podríem dir que és ací quan definitivament es forma el riu i rep el nom de riu Sellent. Desemboca en el riu Xúquer, en el terme de Cotes, en un paratge anomenat la Goleta.
Té fortes crescudes a la tardor a conseqüència de pluges torrencials. En la conca hidrogràfica, el Sellent és un dels rius que més cabal punta aporta al Xúquer durant les avingudes i riuades, i això amb una gran rapidesa, amb la qual cosa, per si mateix, és capaç de provocar una inundació de la comarca de la Ribera.
S'està estudiant la possibilitat de construir una presa (hidràulica) o embassament per a regular les avingudes, del tipus de laminació, i estaria situada entre els termes municipals d'Anna i Estubeny, i tindria 52 metres d'altura que embassaria la quantitat de 33 hm³. Les dates aproximades de començament de les obres depenen de les prioritats establides en el Pla Hidrològic Nacional.

### Relleu
Al terme municipal destaquen les muntanyes següents: el Montot (417m), és un vèrtex geodèsic de 3r ordre; l'Alt de Macisco (282m); els Cantalars (264m); el Tossal Negre (253m); la Lloma Redona (250m); l'Alt del barranc de Bono (242m); el Pla de les Creus (230m); el Mont Olivet (222m); la Solana (184m); l'Estepar (154m).
Altres formacions del relleu són: les coves de l'Horteta i de l'Abuela, les simes de la Quebrantada o de la Figuerota, així com cingles i barrancs.

### Paratges pintorescos
- La Font del Pinar

Situada a la muntanya del "Tossal", a l'altre costat del riu Sellent. Compta amb una zona d'oci i recreativa amb un cobert amb barbacoa-paelleros. Igualment disposa de bancs, servicis, aigua de la Font, per a poder passar un dia en un entorn de vegetació i de grans vistes tot i que s'albira el poble des de l'alt, i també la Vall de Càrcer.
- Camp d'activitats cinegètiques

Situat a la muntanya de "la Serretella", amb una visió meravellosa tot i que des d'allí s'albira un bonic paisatge. Consta d'instal·lacions de pistes de tir al plat i olímpic, així com tir de colom i ensinistrament de gossos de caça amb guatlles. Disposa de parc infantil, aparcament i un bar-restaurant. El complex cinegètic i esportiu és gestionat per la Societat de Caçadors local que disposa d'11 hectàrees de terreny arrendades per l'Ajuntament.

## Origen i història

### Prehistòria
No hi ha dades de l'existència humana durant la Prehistòria. D'època posterir es van trobar restes ibèriques prop de l'ermita de Santa Anna (a uns 4 km), en concret un vas ibèric bitroncònic, de pasta rogenca, amb curt coll i bord revertit, proveït de dos anses, que es va guardar al Museu de l'Acadèmia Científica i Literària de la Joventut Catòlica de Xàtiva, i el parador actual del qual es desconeix.

### Història
Durant el segle viii els musulmans van arribar a la Ribera Alta i la varen poblar i colonitzar per les condicions òptimes que oferia, com ara la fertilitat de la terra, la pesca abundant que oferien el riu Xúquer i el seu afluent el Sellent, així com el clima suau i resguardat dels vents per les serres del Montot i Realeng.
Els musulmans van edificar l'alqueria de Sallent, així denominada; van construir un castell en el monticle o tossal, van establir el cultiu de l'arròs i de la morera per a la cria del cuc de seda, que fins a finals del segle passat va constituir la seua principal riquesa.
En la conquesta de la ciutat de Xàtiva, el rei Jaume I va assentar el seu exèrcit a la zona de l'Estepar de l'alqueria de Sallent, i des d'eixe lloc atacà Xàtiva, tot i que era una plaça molt important, que acabaria convertint-se en la segona ciutat del Regne de València. Amb eixa finalitat va fer una sèrie de setges contra els musulmans entre els anys 1239 i 1244, tot i que era un castell fort, dur i amb grans muralles i torrasses.
En 1414 pertanyia a Francesc Soler, i poc després va passar a la família Marrades, que es van convertir en Comtes de Sallent en el segle xvii.
L'any 1609 l'alqueria de Sallent va quedar deshabitada a conseqüència de l'expulsió dels moriscos. El 1663 no tenia més que 15 cases.
En el terratrèmol del 1748, que va destruir el castell de Montesa, es van afonar diverses cases, entre elles el castell senyorial.
A partir de 1960 va sofrir els efectes de la immigració cap als nuclis industrials.

## Patrimoni

### Monumental
- Església Parroquial

Dedicada a la Puríssima Concepció. Fou construïda durant el segle xvi, aproximadament l'any 1535, damunt del que fou mesquita de l'alqueria musulmana.
- Castell àrab

D'origen musulmà, assolí certa importància als primers temps de la Reconquesta, gràcies a la seua situació estratègica. Posteriorment va quedar en desús i abandonat, sent finalment arrasat pel terratrémol que assolà la zona en 1748. El seu pati d'armes degué estar en l'espai que hui ocupa la Plaça de l'Església. En l'actualitat només romanen restes de la muralla a nivell arqueològic, tot i que les cases confrontants van absorbir les restes del seu emmurallament.

### Documental
- El llibre del poble

S'anomena Sellent, així és el poble. El seu autor és Joaquín Llácer Llácer i ha sigut editat per l'Ajuntament de la localitat. Consta de 543 pàgines escrites en valencià que tracten sobre la geografia i història locals, amb abundant informació geogràfica, acompanyada de molts plànols i fotografies del poble, terme municipal, el relleu, l'agricultura, hidrografia, etc.; també tracta de l'evolució de la població, els costums i tradicions...
Pel que fa a aspectes històrics, l'obra presenta els orígens i la reconquista del rei Jaume I, documents inèdits de la Guerra Civil i la postguerra, catàstrofes naturals, i un ampli estudi sobre la Comunitat de Regants. L'autor ha recopilat totes eixes dades, que permetran a les futures generacions conéixer el seu passat.

## Política i Govern

### Composició de la Corporació Municipal
El Ple de l'ajuntament està format per 7 regidors. En les eleccions municipals de 26 de maig de 2019 foren elegits 4 regidors del Partit Popular (PP) i 3 de Partit Socialista del País Valencià (PSPV-PSOE).
| Eleccions municipals de 24 de maig de 2019 - Sellent                                                                          |                                          |                                     |                                     |      |          |          |
| Candidatura | Candidatura                              | Candidatura                         | Cap de llista                       | Vots | Vots     | Regidors |
| | Partit Popular                           |                                     | Raquel Sancho Reig                  | 146  | 53,87%   | 4 (-1)   |
| | Partit Socialista del País Valencià-PSOE |                                     | Lola Úbeda Penalba                  | 121  | 44,65%   | 3 (+1)   |
| | Vots en blanc                            |                                     |                                     | 4    | 1,48%    |          |
| Total vots vàlids i regidors                                                                                                  | Total vots vàlids i regidors             | Total vots vàlids i regidors        | Total vots vàlids i regidors        | 271  | 100 %    | 7        |
| | Vots nuls                                | Vots nuls                           | Vots nuls                           | 10   | 3,56%    |          |
| Participació (vots vàlids més nuls)                                                                                           | Participació (vots vàlids més nuls)      | Participació (vots vàlids més nuls) | Participació (vots vàlids més nuls) | 281  | 79,60%** |          |
| Abstenció | Abstenció                                | Abstenció                           | Abstenció                           | 72*  | 20,40%** |          |
| Total cens electoral | Total cens electoral                     | Total cens electoral                | Total cens electoral                | 353* | 100 %**  |          |
| Alcaldessa: Raquel Sancho Reig (PP) (15/06/2019) Per majoria absoluta dels vots dels regidors (4 vots de PP)                  |                                          |                                     |                                     |      |          |          |
| Fonts: JEC, JEZ Xàtiva, M. Interior, Periòdic Ara. (* No són vots sinó electors. ** Percentatge respecte del cens electoral.) |                                          |                                     |                                     |      |          |          |

### Alcaldes
Des de 2019 l'alcaldessa de Sellent és Raquel Sancho Reig del Partit Popular (PP).
| Període                       | Alcalde o alcaldessa  | Partit polític | Data de possessió | Observacions |
| ----------------------------- | --------------------- | -------------- | ----------------- | ------------ |
| 1979–1983                     | Joaquín Llàcer Llàcer | AIE            | 19/04/1979        | --           |
| 1983–1987                     | Joaquín Llàcer Llácer | AIE            | 28/05/1983        | --           |
| 1987–1991                     | Joaquín Llàcer Llàcer | AIE            | 30/06/1987        | --           |
| 1991–1995                     | Joaquín Llàcer Llàcer | PSPV-PSOE      | 15/06/1991        | --           |
| 1995–1999                     | Jorge Penalba Sancho  | UV-CCV         | 17/06/1995        | --           |
| 1999–2003                     | Jorge Penalba Sancho  | PP             | 03/07/1999        | --           |
| 2003–2007                     | Jorge Penalba Sancho  | PP             | 14/06/2003        | --           |
| 2007–2011                     | Jorge Penalba Sancho  | PP             | 16/06/2007        | --           |
| 2011–2015                     | Vicente Monar García  | PP             | 11/06/2011        | --           |
| 2015–2019                     | Vicente Monar García  | PP             | 13/06/2015        | --           |
| 2019-2023                     | Raquel Sancho Reig    | PP             | 15/06/2019        | --           |
| Des de 2023                   | n/d                   | n/d            | 17/06/2023        | --           |
| Fonts: Generalitat Valenciana |                       |                |                   |              |

## Serveis Públics
Encara que el poble és xicotet, disposa dels serveis següents:
- Arreplega domiciliària del fem.
- Parcs i Jardins.
- Guarderia Infantil i Grup Escolar, amb nivells d'ensenyança d'1 a 12 anys.
- Consultori mèdic. Consultes de medicina general, de pediatria i d'infermeria.
- Farmàcia. Presta els serveis des d'agost de 1981.
- Llar del Jubilat, construïda en 1983.
- Servicis Socials. Es presta de forma mancomunada amb els municipis veïns d'Alcántera, Beneixida, Càrcer, Cotes i Sumacárcer.
- Camp d'activitats cinegètiques. Popularment anomenat "camp de Tir". Està situat en la muntanya de la Serretella. Consta d'instal·lacions de pistes de tir al plat i olímpic, així com tir de colom i ensinistrament de gossos de caça amb guatles. Disposa de parc infantil, aparcament i un bar-restaurant. El complex cinegètic i esportiu és gestionat per la Societat de Caçadors local que disposa d'11 hectàrees de terreny arrendades per l'Ajuntament.
- Centre Sociocultural, en la plaça de l'Església.
- Casa de Cultura, en l'avinguda País Valencià, on està ubicada també la biblioteca-agència de lectura.
- Poliesportiu. Ocupa una extensió de 16.600 m² i disposa d'estes instal·lacions: camp de futbol, pista multiusos (futbol sala, vòlei, bàsquet...), frontó, vestidors de 120 m², un bar i un ampli aparcament. Està ubicat en la partida de "l'Horteta".
- Piscina municipal. Es troba a la partida de les Hortes i té 25 m de llargària i 12 m d'amplària.
- Ecoparc. Situat en la partida la Serretella, per a l'abocament de residus sòlids de forma classificada i així facilitar el reciclatge.

## Gastronomia
La gastronomia de Sellent es basa en l'arròs en qualsevol de les seues preparacions, principalment en la Paella que en la zona es fa amb conill, pollastre, fesols, faves, carxofes, bajoca i tomaca. També són plats típic l'arròs al forn i l'arròs amb fesols i naps

## Festes
Les festes patronals de la localitat són la tercera setmana d'agost (dijous, divendres, dissabte) i estan dedicades a la Puríssima Concepció, el Crist de l'Empar i Sant Isidre Llaurador.

## Economia
Segons el botànic Cavanilles, en 1795 Sellent produïa arròs, fulla de morera, oli, garroferes, vi, dacsa i ordi.
En l'actualitat, la seua economia descansa en l'agricultura, principalment en la de regadiu, sent el taronger el cultiu primordial. La producció i exportació de la taronja és pràcticament l'única activitat mercantil i la principal aportació a l'economia local.
En el cultiu de secà tenim l'olivera i la garrofera.
La ramaderia ja no compta amb caps de bestiar de llana, cabrum i vaquí que posseïa en temps passats. La indústria hi és inexistent.

## Demografia
L'origen de la població de Sellent és morisc, ja que el poble era una alqueria musulmana que s'hi va establir cap al segle viii. En 1239 va ser conquistada l'alqueria pel Rei Jaume I.
Les primeres dades de la població comencen en 1520, amb 34 cases de cristians (136 veïns). En 1609 va quedar pràcticament deshabitada l'alqueria amb l'expulsió dels moriscos, i en 1616 tan sols hi havia 3 cases ocupades (12 veïns). En 1630 va augmentar a 15 cases.
En 1852 hi havia 58 cases (200 persones). A finals del segle xix, en 1895, hi havia 360 persones.
Començà el segle xx amb un cens de 391 veïns. En 1910 n'eren ja 415 i en 1920 augmentaren a 447 habitants, passant a 552 veïns en l'any 1930.
Però fou en la dècada de 1950 a 1960 quan el municipi arribà al màxim nivell de població, i la totalitat de cases de camp es van habitar, coincidint amb l'època en què hi havia molta faena en l'agricultura. A partir de 1960 patí la pèrdua de població per l'emigració cap a les zones industrialitzades, l'anomenat èxode rural.
En 2006, la població era de 448 habitants. El gentilici és sellentins i sellentines.

## Associacions
Existixen 9 Associacions locals, que són vertaders òrgans de participació dels veïns en la defensa dels seus interessos comuns:
- Societat Colombicultora, fundada en 1924
- Societat de Caçadors, constituïda en 1943
- Associació de Pares d'Alumnes, AMPA, en 1981
- Associació d'Ames de Casa, en 1982
- Unió esportiva Sellent, creada en 1983
- Associació de Jubilats i Pensionistes, en 1984
- Associació Lluita contra el Càncer, en 1984
- Consell Local de la Joventut, en 1987
- Societat Musical de Sellent, en 1991